# Heteromyia
Heteromyia is een geslacht van stekende muggen uit de familie van de knutten (Ceratopogonidae).

## Soorten
- H. fasciata Say, 1825
- H. prattii Coquillett, 1902